# Pesca (Colombia)
Pesca è un comune della Colombia facente parte del dipartimento di Boyacá.
Il centro abitato venne fondato da Juan de San Martín nel 1548.